# Nintendo DS Browser
Nintendo DS Browser es una versión del navegador web Opera, desarrollado por Opera Software, para la consola Nintendo DS, desarrollada por Nintendo. Este navegador viene en dos versiones diferentes para Nintendo DS y Nintendo DS Lite; esto se debe a la diferencia de tamaño de las tarjetas de expansión de memoria para cada consola.

## Historia
Nintendo fue quien contactó con Opera Software para que éstos crearan una versión de Opera para Nintendo DS.
El 15 de febrero de 2006 Opera Software publicó un comunicado de prensa oficializando el acuerdo con Nintendo para desarrollar el navegador.
El 24 de julio de 2006, Nintendo comenzó a vender el producto en Japón a través de tiendas en línea. El lanzamiento en los países de Europa fue el 6 de octubre de 2006. El lanzamiento en Estados Unidos de América fue el 8 de junio de 2007. Después saldría para la NDSi como DsiWare Gratis y luego preinstalado en la misma consola

## Características

### Características presentes
- El Nintendo DS Browser permite utilizar la tecnología de la consola Nintendo DS para el ingreso de texto mediante reconocimiento de escritura y la navegación por las páginas web.[4]
- El Nintendo DS Browser usa una versión del motor de renderizado Presto basado en la versión 8.50 de Opera, por lo que el soporte de estándares es equivalente.[4] El estar basado en Opera 8.50 se ratifica con la identificación de agente de usuario que usa este navegador: Mozilla/4.0 (compatible; MSIE 6.0; Nitro) Opera 8.50 [ja].[7]
- Buscadores integrados.[8]
- Soporte parcial para cookies. Estas se borran cuando se cierra el programa.[9]
- Marcadores y SSL.[4]

### Características ausentes
- Navegación por pestañas.[10]
- Cliente de IRC. Esta función está integrada en la versión de escritorio de Opera, pero no aparece en Nintendo DS Browser.[9] Sin embargo, la edición para Nintendo DSi es posible usando Freenode.
- Soporte para documentos PDF o Flash[11] ya que Nintendo DS Browser no tiene soporte para plugins.[4]

## Uso de las pantallas del Nintendo DS
La consola Nintendo DS dispone de dos pantallas: una inferior y otra superior. Para aprovechar esta característica, el navegador ofrece dos modos de visualizar una página web. Referencia: Surf in Bed: Nintendo DS Browser hits Japan

### Fit-to-width
El diseño de la página se modifica, usando la tecnología Small Screen Rendering de Opera, para que se acomode al tamaño de la pantalla. En este modo ambas pantallas muestran el diseño modificado. La pantalla inferior muestra el contenido inferior de la página que queda oculto en la pantalla superior.

### DS
En este modo la pantalla inferior muestra una captura de pantalla de la página web, sobre la que aparece un rectángulo rosa que es posible mover con el stylus. La zona remarcada por el rectángulo aparece en la pantalla superior sin modificaciones al diseño original.

## Errores
En la versión para Nintendo DSi, se puede observar un error, ya que al pulsar ´ + n, salen caracteres raros, por ejemplo: °³μ...